# 黒豚わっぜえか丼
黒豚わっぜえか丼（くろぶたわっぜえかどん）は、鹿児島県で企画されたご当地グルメのひとつで、かごしま黒豚の肉を使った丼物。

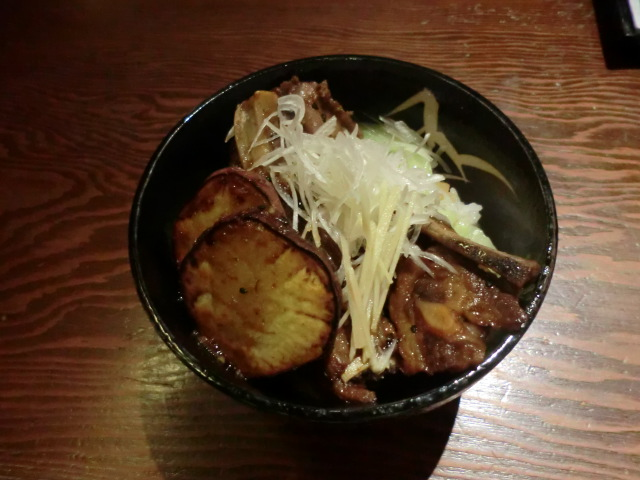
古宮庵のわっぜえか丼

## 概要
「わっぜえか」とは、鹿児島弁で「すごい」「ものすごい」という意味。
鹿児島名物のかごしま黒豚の肉を使用しており、すごい工夫をしたお店一番のオススメどんぶりであれば黒豚わっぜえか丼の条件を満たす。
丼の内容は店によりまちまちであるため、店によって違った味を楽しむことができる。
一例として、鰻料理屋では、鰻の蒲焼の入った飯の上に豚の生姜焼きをのせたものを提供している。
黒豚わっぜえか丼を取り扱っている店舗は、全店共通ののぼりが立っている。

## 歴史
- 2004年（平成16年）3月13日の九州新幹線（新八代駅 - 鹿児島中央駅間）の開業に合わせ、鹿児島県料飲業生活衛生同業組合が企画した[1]。
- 2010年（平成22年）9月16日に鹿児島市内において、リニューアルスタート出発式が行われた。
- 2010年（平成22年）9月時点、リニューアルスタート前だが、鹿児島県料飲業生活衛生同業組合加盟店の数店舗において、黒豚わっぜえか丼が食べられる。
- 2011年（平成23年）3月12日の九州新幹線全線（博多駅 - 鹿児島中央駅間）の開業に合わせ、2010年（平成22年）11月中旬に32店舗でリニューアルスタート予定。